# Converse (Texas)
Converse es una ciudad ubicada en el condado de Béxar en el estado estadounidense de Texas. En el Censo de 2010 tenía una población de 18.198 habitantes y una densidad poblacional de 994,24 personas por km².

## Geografía
Converse se encuentra ubicada en las coordenadas 29°30′51″N 98°18′19″O / 29.51417, -98.30528. Según la Oficina del Censo de los Estados Unidos, Converse tiene una superficie total de 18.3 km², de la cual 18.07 km² corresponden a tierra firme y (1.29%) 0.24 km² es agua.

## Demografía
Según el censo de 2010, había 18.198 personas residiendo en Converse. La densidad de población era de 994,24 hab./km². De los 18.198 habitantes, Converse estaba compuesto por el 61.81% blancos, el 21.08% eran afroamericanos, el 0.65% eran amerindios, el 2.4% eran asiáticos, el 0.39% eran isleños del Pacífico, el 8.69% eran de otras razas y el 4.98% pertenecían a dos o más razas. Del total de la población el 37.7% eran hispanos o latinos de cualquier raza.